# 劉霽
劉 霽（りゅう せい、478年 - 529年）は、南朝梁の官僚・文人。字は士烜、あるいは士湮。本貫は平原郡平原県。

## 経歴
斉の東陽郡太守の劉懐慰（劉休賓の兄の劉乗民の子）と明氏のあいだの子として生まれた。9歳で『春秋左氏伝』を暗唱することができた。14歳のときに父が死去すると、劉霽はその喪に服して、哭泣するたびに血を吐いた。家は貧しく、弟の劉杳や劉歊とあい励まして学問につとめた。成長すると、典籍を広く渉猟してその多くに通じるようになった。天監年間、奉朝請を初任とした。しばらくして晋安王蕭綱の下で宣恵府参軍となり、限内記室を兼ね、西昌相に任じられて出向した。入朝して尚書主客侍郎となった。1年足らずで、海塩県令に任じられた。召還されて建康県正となり、しばらくして病のため免官された。ほどなく建康県令に任じられたが、受けなかった。母の明氏が病床につくと、劉霽は衣の帯を解かずに『観世音経』を唱えながら看病した。母が亡くなると、劉霽は墓のそばに廬を建てて喪に服し、哀哭すること礼の規定を超えていた。2羽の白鶴が廬のそばに寄り添っていたとされる。阮孝緒が無理をしないよう諫める手紙を送ったが、劉霽は思慕の念やまず、服喪を終えないうちに死去した。享年は52。著書に『釈俗語』8巻、文集10巻があった。

## 伝記資料
- 『梁書』巻47 列伝第41
- 『南史』巻49 列伝第39